# Кувак
Кува́к (рос. Кувак) — селище у складі Сєверного району Оренбурзької області, Росія.

## Населення
Населення — 13 осіб (2010; 33 у 2002).
Національний склад (станом на 2002 рік):
- мордва — 97 %